# Jan Matyjaszkiewicz

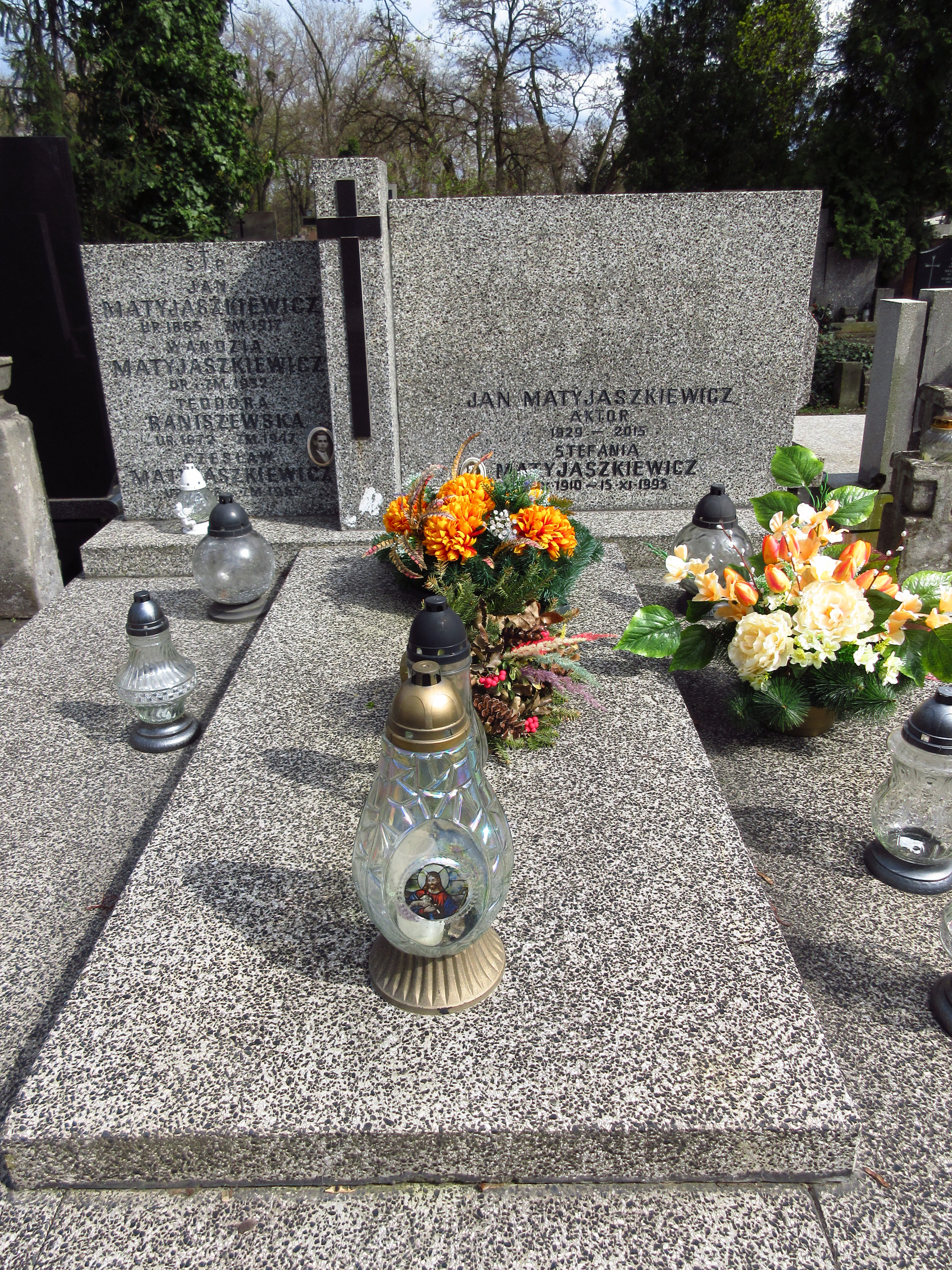
Grób Jana Matyjaszkiewicza na cmentarzu Bródnowskim

Jan Matyjaszkiewicz (ur. 28 września 1929 w Warszawie, zm. 20 kwietnia 2015 tamże) – polski aktor teatralny i filmowy.

## Życiorys
W 1949 roku ukończył Państwowe Gimnazjum i Liceum im. Stefana Batorego w Warszawie. W 1956 ukończył studia na Wydziale Aktorskim Państwowej Wyższej Szkoły Teatralnej w Warszawie.
Był aktorem scen warszawskich: Teatru Młodej Warszawy (1956–1958), Teatru Ateneum (1960–1969), STS-u (1969–1971), Teatru Rozmaitości (1971–1977), Teatru na Woli (1977–1981) oraz Teatru Polskiego (1981–1991). Od 1991 ponownie występował na deskach Teatru Ateneum im. Stefana Jaracza. Występował również w spektaklach Teatru Telewizji, zagrał w kilku filmach, m.in. w Wielkiej, większej i największej, Pożarowisku oraz serialu telewizyjnym Boża podszewka.
Pochowany został na cmentarzu Bródnowskim (Kw. 54D, rząd II, grób 28).

## Role dubbingowe
- 1978: Tomcio Paluch (bajka muzyczna według braci Grimm) – Magik Bambulini
- 1985: Kubuś Puchatek (bajka muzyczna wydana przez Polskie Nagrania na kasecie; CK 415) – Królik
- 1986: Chatka Puchatka (bajka muzyczna wydana przez Polskie Nagrania na kasecie; CK 416) – Królik
- 1987: Miki Mol i zaczarowany kuferek czasu (bajka muzyczna wydana przez Polskie Nagrania na kasecie) – Wilk Arcykąsek

## Odznaczenia i nagrody
Ordery i odznaczenia
- Krzyż Oficerski Orderu Odrodzenia Polski (1998),
- Krzyż Kawalerski Orderu Odrodzenia Polski (1985),
- Złoty Krzyż Zasługi (1977),
- Medal 30-lecia Polski Ludowej (1974),
- Złoty Medal „Zasłużony Kulturze Gloria Artis” (30 września 2009)[3][4],
- Odznaka Honorowa „Za Zasługi dla Warszawy” (1979).

Nagrody
- „Feliks Warszawski” – nagroda Fundacji Feliksa Łaskiego z Londynu (2003) w kategorii: „Najlepsza pierwszoplanowa rola męska” za rolę Saturnina Mazurkiewicza w przedstawieniu Żołnierz Królowej Madagaskaru w Teatrze Syrena w Warszawie,
- „Złoty Mikrofon” – nagroda Polskiego Radia (2004),
- Splendor Splendorów im. Krzysztofa Zaleskiego za role w Teatrze Polskiego Radia (2014).